# Kurt Björkvall
Kurt Vilhelm Oskar Björkvall, född 22 juli 1903, död 30 maj 1940, var en svensk civil flygpionjär. Björkvall innehade trafikflygarecertifikat C 14, utfärdat den 19 april 1929 samt körkort A 16302.

## Biografi
28 augusti 1931 gjorde han den första non-stopflygningen mellan Stockholm och London med en de Havilland Puss Moth (SE-ACU), flygningen tog nio timmar. Flygplanet kom senare att användas av Björkvall för flygfotografering, ambulansflygningar och rundflygningar runt Åre i Jämtland. 

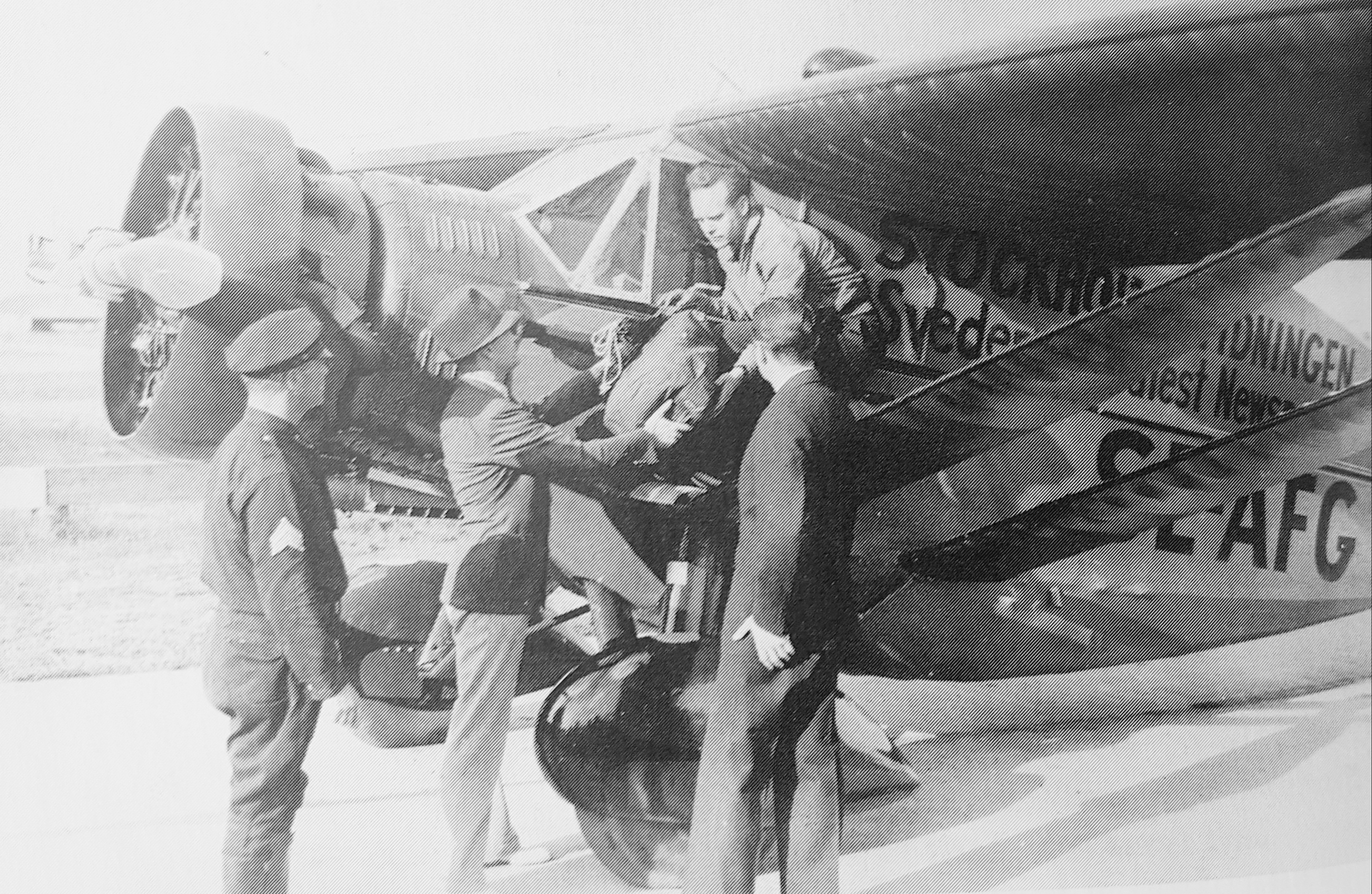
Kurt Björkvall vid starten för sin Atlantflygning.

1936 for Björkvall över till USA för att köpa ett flygplan. Naturligt nog skulle det resultera i en atlantflygning. 6 oktober 1936 startade han från Floyd Bennet Field i USA med en enmotorig Bellanca CH 400W Pacemaker (SE-AFG) för att flyga till Bromma. På grund av dåligt väder och problem med inställningen av propellerbladen tvingades han att nödlanda i havet ca 100 km utanför den irländska kusten. Han blev upplockad av den franska trålaren Imbrim från La Rochelle. 
27 november 1939 startade han tillsammans med Åke Forsmark Björkvallsflyg AB, som utförde rundflygningar och taxiflyg. En verkstad för flygplansunderhåll byggdes upp vid Norrtälje flygfält. Kriget gjorde att det mest blev flygningar för Försvaret. Bland annat rekvirerades företagets Waco in som Tp 8 under perioden hösten 1939 våren 1940.
I samband med det finska vinterkriget anmälde sig Björkvall som frivillig. Han placerades på LeR 4 (Lentolaivue), ett flygförband nära Finska viken, där han flög en Bristol Blenheim. Hans första uppdrag var att tillsammans med observatören löjtnant Lennart Poppius (1909-1972) och skytten sergeant Henrik Austin utföra markattack mot sovjetiska trupper som kom över isen på Finska viken. Den 12 mars 1940 fick han vid en ceremoni det finska flygvapnets vingar. 
Vid krigsslutet återvände Björkvall till Sverige och återupptog målbogseringsflygning för Flygvapnet. Efter ett flygpass vid F 6 Karlsborg förolyckades Kurt Björkvall och hans mekaniker Hans Björkman när ett vapenförråd, som låg invid en hangar där de hade sitt flygplan, exploderade.
I vapenförrådet befann sig den sjuttonårige volontären Ernst Adolf Andersson-Rudolf, som skall ha varit sysselsatt med att aptera tändmekanismer på röksatser för målflygning. Han var ensam i förrådet. Genom olyckshändelse eller oskicklighet skall han ha orsakat explosionen, och med den slutsatsen avskrev fältkrigsrätten ärendet. Explosionen hade en sprängverkan motsvarande 20 kg dynamit. Rudolfs kropp förstördes helt. I angränsande lokaler, där väggar och tak rasat, dog värnpliktige Karl Henrik Gerhard Bengtsson och skadades tre andra svårt; av dessa avled värnpliktige David Einar Lund följande dag. Sammanlagt dog således fem män av explosionen. Björkvall är begravd på Norra begravningsplatsen.

## Bibliografi

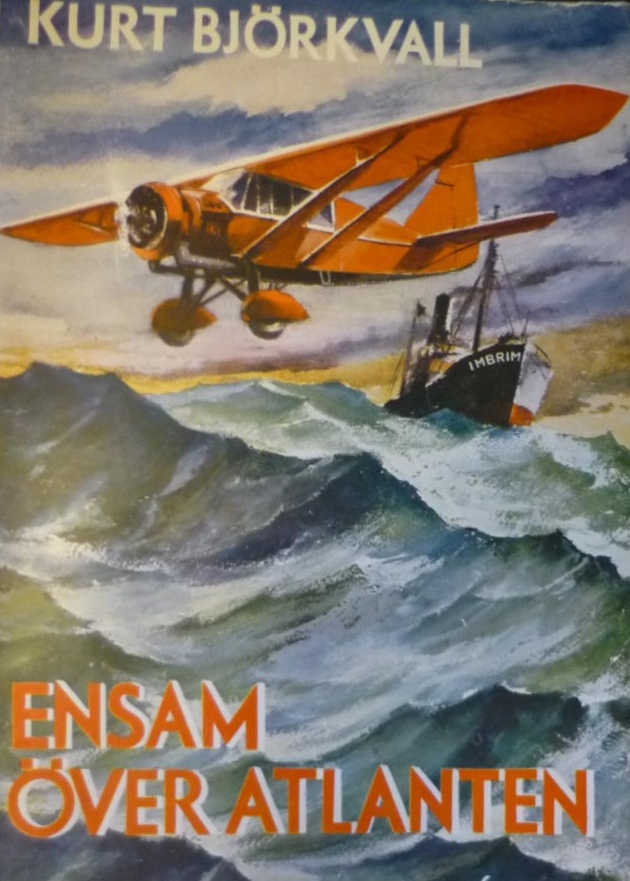
Bokomslaget till Ensam över Atlanten av Kurt Björkvall

## Filmmedverkan
- 1937 – Häxnatten